# Inkassounternehmen (Deutschland)
Ein Inkassounternehmen (auch Inkassobüro genannt) ist ein Dienstleistungsunternehmen, das vorrangig Inkassodienstleistungen anbietet. Zusätzlich wird auch der Forderungskauf angeboten.
Als Inkasso bezeichnet man den Einzug fälliger Forderungen. Sämtliche Forderungen von Lieferanten, Telekommunikationsunternehmen, Versicherern und sonstigen Dienstleistungsunternehmen, die Debitoren – also Kundenforderungen (Lieferantenkredite) – besitzen, ziehen diese bis zum Tag der Fälligkeit im Regelfall auch selbst ein. Die Überwachung des Zahlungseingangs im Rahmen des Debitorenmanagements ist jedoch insbesondere im Falle bonitätsschwacher oder gar zahlungsunfähiger Kunden besonders personalintensiv, so dass sich die Unternehmen der Dienstleistung von Inkassounternehmen bedienen können. Der Schwerpunkt der Tätigkeit von Inkassounternehmen liegt in dem vorgerichtlichen Inkasso von Forderungen nach erfolglosem Verlauf des kaufmännischen Mahnverfahrens durch den Gläubiger.

## Geschichte
Noch im Jahre 1956 galten die Inkassounternehmen als „ein wenig bekanntes Kind der Arbeitsteilung im Bankwesen“. Im selben Jahre gründete sich der Bundesverband Deutscher Inkasso-Unternehmen. Rechtsgrundlage für Inkassounternehmen war zunächst das Rechtsberatungsgesetz (RBerG) vom Dezember 1935, das jedoch für rechtsberatende Berufe konzipiert wurde.
In zwei Entscheidungen aus 2002 und 2004 hat das Bundesverfassungsgericht (BVerfG) den Tätigkeitsumfang von Inkassounternehmen noch auf Grundlage des RBerG präzisiert. Danach beinhaltet ein außergerichtlicher Forderungseinzug stets eine umfassende rechtliche Forderungsprüfung nach dem Rechtsberatungsgesetz und ist den Inkassounternehmen erlaubt. Im Juli 2008 trat an Stelle des RBerG das Rechtsdienstleistungsgesetz (RDG) in Kraft, das auch ausdrücklich Inkassodienstleistungen vorsieht.

## Rechtsfragen
Wesentliche Rechtsgrundlage für Inkassounternehmen ist das Rechtsdienstleistungsgesetz (RDG). Die Rechtsnormen des RDG entsprechen in Struktur und Wortlaut den Normen, die aus dem Bereich der Gewerbeaufsicht und aus dem Wirtschaftsverwaltungsrecht bekannt sind.
Allgemeines
Inkassounternehmen betreiben nach § 2 Abs. 2 RDG die Einziehung (Inkasso) fremder oder zum Zweck der Einziehung auf fremde Rechnung abgetretener Forderungen, wenn die Forderungseinziehung als eigenständiges Geschäft betrieben wird. Die Aufnahme des Gewerbebetriebs eines Inkassounternehmens ist nach § 14 GewO anzeigepflichtig, unterliegt zudem als geschäftsmäßige Erbringung außergerichtlicher Rechtsdienstleistungen einer besonderen Erlaubnispflicht nach § 3 RDG in Verbindung mit § 10 Abs. 1 Nr. 1 RDG in Form einer Registrierung im Rechtsdienstleistungsregister.
Antragsvoraussetzungen
Antragsteller müssen nach § 10 Abs. 1 RDG besondere Sachkunde nachweisen, die gemäß § 11 Abs. 1 RDG in den für die beantragte Inkassotätigkeit bedeutsamen Rechtsgebieten, insbesondere des Bürgerlichen Rechts, des Handels-, Wertpapier- und Gesellschaftsrechts, des Zivilprozessrechts einschließlich des Zwangsvollstreckungs- und Insolvenzrechts sowie des Kostenrechts vorhanden sein muss. Ferner ist nach § 12 Abs. 1 RDG die persönliche Eignung und Zuverlässigkeit nachzuweisen.
Antrag
Der Antrag auf Registrierung ist nach § 13 Abs. 1 RDG an die „zuständige Behörde“ zu richten. Die Aufsicht über Inkassounternehmen obliegt nicht den sonst hierfür zuständigen Aufsichtsbehörden, sondern je nach Bundesland den Gerichtspräsidenten der Amts-, Land- oder Oberlandesgerichte. Anstatt wie üblich unterstehen daher Inkassounternehmen nicht der Aufsicht der Exekutive, sondern der Judikative. Die Erlaubnis wird nur nach Genehmigung des Antrags auf Eintragung ins Rechtsdienstleistungsregister erteilt. Zuständig sind auch hier die Präsidenten der örtlichen Gerichte. Die Eintragung in das Rechtsdienstleistungsregister nach § 16 RDG hat konstitutive Rechtswirkung, so dass das Inkassounternehmen erst nach Eintragung im Rechtsdienstleistungsregister am Geschäftsverkehr teilnehmen darf. Umgekehrt führt eine Löschung durch Widerruf der Registrierung (§ 14 RDG), etwa wenn begründete Tatsachen die Annahme dauerhaft unqualifizierter Rechtsdienstleistungen zum Nachteil des Rechtssuchenden oder des Rechtsverkehrs rechtfertigen (§ 14 Nr. 3 RDG), zur Beendigung der Geschäftstätigkeit.
Rechtsgrundlage
Kerngeschäft für Inkassounternehmen ist das Inkasso von Forderungen. Rechtsgrundlage ist ein Inkassovertrag zwischen Inkassounternehmen und Gläubiger. Der Inkassovertrag ist ein Geschäftsbesorgungsvertrag nach § 675 BGB, bei dem Auftragsrecht (§ 662 BGB) und Dienstvertragsrecht (§ 611 BGB) gelten. Die Geltendmachung der Forderung durch das Inkassounternehmen beim Schuldner geschieht entweder auf der Grundlage einer Inkassovollmacht (§ 2 Abs. 2 Alt. 1 RDG) oder einer Sicherungsabtretung (§ 2 Abs. 2 Alt. 2 RDG). Bei der Inkassovollmacht behält der Gläubiger seine Rechtsstellung als Gläubiger, denn er erteilt dem Inkassounternehmen lediglich eine Vollmacht. Die Sicherungsabtretung ist erst nach Eintritt des Sicherungsfalls zulässig und erfolgt daher wesentlich im eigenen Interesse des Zessionars. Bei einer Inkassozession wird die formale Forderungsinhaberschaft auf das Inkassounternehmen übertragen, die Einziehung erfolgt aber weiterhin auf Risiko und Rechnung des Zedenten und bleibt für das Inkassounternehmen wirtschaftlich fremd. Eine weitere, im RDG nicht erwähnte Alternative ist das Factoring, bei dem das Ausfallrisiko vom Inkassounternehmen zu tragen ist. Rechtsgrundlage hierfür sind § 453 i. V. m. § 433 BGB.
Diese Rechtsgeschäfte erlauben es dem Inkassounternehmen, eine Forderung beim Schuldner zunächst durch außergerichtliche Mahnung, erforderlichenfalls aber auch im Rahmen des gerichtlichen Mahnverfahrens geltend zu machen. Die Klage selbst muss von einem Rechtsanwalt eingereicht werden.

## Dienstleistungen

### Hauptleistungen

#### Inkassodienstleistungen
Wird der Einzug fremder Forderungen als eigenständiges Geschäft betrieben, handelt es sich stets um eine Rechtsdienstleistung. Unerheblich ist, ob die Forderung in fremdem oder in eigenem Namen eingezogen wird (§ 2 Abs. 2 Satz 1 RDG). Der Geschäftsbesorgungsvertrag beruht entweder auf einer Einziehungsermächtigung (§ 185 Abs. 1 BGB) oder auf einer Zession des Anspruchs (§ 398 BGB). Bei der zweiten Variante führt das Inkassounternehmen (Zessionar) den Erlös an den bisherigen Gläubiger (Zedent) ab.
Zu den angebotenen Inkassodienstleistungen gehört der Forderungseinzug ab Fälligkeit (§ 3 RDG), das Mahnwesen (§ 3 RDG), die Durchführung des gerichtlichen Mahnverfahrens (§ 79 Abs. 2 Nr. 4 ZPO) und die Beitreibung titulierter Forderungen (§ 79 Abs. 2 Nr. 4 ZPO). Die Hauptaufgabe von Inkassodienstleistern ist das Einziehen kaufmännisch ausgemahnter, jedoch noch nicht gerichtlich geltend gemachter Forderungen.
Bei Bevollmächtigungen endet die Vertretungsmacht von Inkassounternehmen,
- wenn es im Mahnverfahren zu einer Abgabe an das Streitgericht gekommen ist, sowie
- wenn im Rahmen von Zwangsvollstreckungen Handlungen zu einer Einleitung eines streitigen Verfahrens führen würden oder wenn Handlungen in einem streitigen Verfahren notwendig sind (§ 79 Abs. 2 Nr. 4 ZPO).

Inkassounternehmen stehen hierbei in Wettbewerb mit Rechtsanwälten, die stets berechtigt sind, Rechtsdienstleistungen zu erbringen (§ 3 BRAO), als auch den unternehmenseigenen Mahnabteilungen.

#### Forderungskauf
Der einzelne vollständige Erwerb von Forderungen, unter expliziten Ausschluss von Rahmenbedingungen die über den jeweiligen Ankauf hinausgehen, zum Eigeninkasso ist nicht reguliert. Darunter fällt auch Fälligkeitsfactoring, wenn die Finanzierungsfunktion vollständig entfällt, sowie der Ankauf von Kreditportfolios, insbesondere non-performing loans. Der Forderungskauf beruht im Wesentlichen auf den Regelungen des Kaufvertrages (§§ 453 i. V. m. 433 BGB).

### Nebenleistungen

#### Factoring
Gelegentlich bieten Inkassounternehmen zusätzlich auch Factoring an, bei denen Forderungen auf Grundlage von Rahmenverträgen laufend erworben werden. Es handelt sich hierbei regelmäßig um eine Finanzdienstleistung (§ 1 Abs. 1a Satz 2 Nr. 9 KWG). Factoring bedarf demnach einer Banklizenz der BaFin (§ 32 Abs. 1 Satz 1 Halbsatz 1 KWG). Kreditnehmer ist in diesem Fall der Schuldner der Verbindlichkeiten (§ 19 Abs. 5 Var. 2 KWG). Allerdings ist diese Form des echten Factoring keine Rechtsdienstleistung.
Übernimmt der Factor (Forderungserwerber) von seinem Kunden (Alt-Gläubiger) nicht das volle wirtschaftliche Risiko der Beitreibung der Forderung („unechtes“ Factoring), liegt zusätzlich eine registrierungspflichtige Inkassodienstleistung vor Kreditnehmer ist in diesem Fall der Verkäufer der Forderungen (§ 19 Abs. 5 Var. 1 KWG).
Factoring beruht im Wesentlichen auf den Regelungen des Kaufvertrages (§§ 453 i. V. m. 433 BGB), unechtes Factoring wird ferner als Darlehen eingestuft (§ 488 BGB).

#### Sonstige
Zusätzliche Dienstleistungen umfassen vor allem kaufmännische Hilfstätigkeiten im Bereich der Angebots- und Rechnungserstellung sowie die langfristige Überwachung derzeit nicht einbringbarer titulierter Forderungen.

## Weiterführende Informationen

### Zahlen und Daten
Zum 1. Mai 2021 waren 2105 Registrierungen für Inkassodienstleistungen hinterlegt, davon 2056 mit Sitz in Deutschland. Statista gibt für 2020 767 umsatzsteuerpflichtige deutsche Inkassobüros mit einem Jahresumsatz von mehr als 22.000 Euro an. Im BDIU, dem Bundesverband der Inkasso-Branche, sind rund 500 Unternehmen aus dem Bereich des Forderungsmanagements Mitglied. Für die Branche gibt es allerdings (und im Unterschied zum Markt in UK oder den USA) keine (amtliche) Statistik, weshalb Teile der nachfolgenden Informationen auf Auskünften des BDIU beruhen.
Zu den größten der in Deutschland niedergelassenen Inkassounternehmen zählen die EOS Gruppe und die Creditreform Gruppe. Neben den traditionellen Unternehmen haben sich in den letzten Jahren auch einige Startups, darunter Pair Finance und Debtist durch neue, technologisch getriebene Ansätze wie künstlicher Intelligenz und Software-Integrationen auf dem Markt etabliert. Darüber hinaus gibt es Anbieter, welche sich vor allem auf den B2B-Bereich spezialisiert haben, um dort meist höhere Forderungen individuell zu bearbeiten und Kundenbeziehungen nachhaltig zu schützen.
Nach einer 2019 veröffentlichten Branchenstudie zum Inkassomarkt in Deutschland, die der BDIU in Auftrag gab, hielten die Inkassounternehmen zu diesem Zeitpunkt 52,7 Milliarden Euro an Forderungen, 79 % davon waren Forderungen gegenüber Verbrauchern. 5,8 Milliarden Euro wurden 2018 realisiert, d. h. an die Gläubiger zurückgeführt. Die Dienstleistung wurde von 483.000 Unternehmen in Anspruch genommen. Die meisten Forderungen betrugen zwischen 100 und 500 Euro, ein Fünftel war höher als 500 Euro. Zum Zeitpunkt der Übergabe waren die Forderungen im Schnitt zwischen drei und vier Monate alt, vorausgegangen waren in der Regel zwei bis drei Mahnungen durch die Gläubiger selbst. 2018 wurden 20,6 Millionen neue Forderungen an die Inkassounternehmen übergeben, der Gesamtbestand an Forderungen betrug 42,9 Millionen. Die Beitreibung beschäftigte zum Zeitpunkt der Studie rund 19.000 Menschen.
Angenommen wird, dass es sich bei Inkassobüros überwiegend um regional tätige Kleinst- und Kleinunternehmen handelt, von denen über zwei Drittel maximal fünf Mitarbeiter beschäftigen. Die oben erwähnte 2019 veröffentlichte BDIU-Studie gibt allerdings an, die meisten Inkassounternehmen hätten mehr als zehn Mitarbeiter.

### Branchenverbände

#### BDR
Der Bundesverband Deutscher Rechtsbeistände/Rechtsdienstleister e. V. (BDR) wurde um 1880 als Verein der Rheinisch-Westfälischen Rechtskonsulenten gegründet. Die Interessenvertretung erstreckt sich neben den Inkassounternehmern auch auf verkammerte Rechtsbeistände, Rechtsbeistände mit Voll- oder Teilerlaubnis, Rechtskundige in einem ausländischen Recht, Rentenberater und Versicherungsberater.

#### BDIU
Der Bundesverband Deutscher Inkasso-Unternehmen e. V. (BDIU) wurde 1956 gegründet, vertritt seit 1966 ausschließlich die Interessen des Gros der Inkassounternehmer und führt laut eigenen Angaben über 450 Mitglieder.

#### BFIF
Der Bundesverband für Inkasso und Forderungsmanagement e. V. (BFIF) wurde 2010 als reiner Branchenverband für Inkassounternehmer gegründet.
Der Verband bietet neben weiteren Lehrgängen die Möglichkeit des Erwerbs des theoretischen Sachkunde für die Registrierung als Inkassodienstleister nach § 2 Abs. 1 Satz 1 i. V. m. § 4 RDV, die Vermittlung notwendiger Fachkunde für die Bestellung zum Datenschutzbeauftragten nach § 4f Abs. 2, 3 BDSG und die Fortbildung für IT-Fachanwälte nach § 15 FAO an.
Inkassounternehmen können sich seitens des BFIF hinsichtlich Qualität, Sicherheit und Leistungsfähigkeit zertifizieren lassen. Als weitere Dienstleistung besteht die Möglichkeit über den BFIF einen externen Datenschutzbeauftragten zu bestellen.
Im Falle von Streitigkeiten mit Mitgliedsunternehmen, die die Bearbeitung von Vorgängen, die unter die Definition Inkassodienstleistung fallen, betreffen, bietet der Verband ein einfaches Prüfungs-/Schlichtungsverfahren hinsichtlich der Einhaltung der gesetzlichen Vorgaben seitens des Inkassounternehmers an.

#### FENCA
Die Federation of European National Collection Associations (FENCA) wurde 1992 als europäischer Dachverband für die jeweiligen nationalen Verbände gegründet. Die 23 Mitgliedsverbände repräsentieren 75 % aller europäischen Inkassounternehmen und 80 % des Marktanteils.

## Rechtsdienstleistungsregister
Inkassounternehmen müssen zwingend im Rechtsdienstleistungsregister eingetragen sein (§§ 16 i. V. m. 10 Abs. 1 Nr. 1 RDG).

## Auftraggeber
Insbesondere Branchen mit massenhaftem Warenumschlag oder Dienstleister mit einer Vielzahl von Kunden wie zum Beispiel Versandhandel, Telekommunikation, Energieversorgung, Banken oder Versicherungen beauftragen Inkassounternehmen.
Daneben werden Inkassounternehmen ebenso von kleineren Unternehmen wie z. B. von Handwerksbetrieben sowie von Privatpersonen beauftragt.
In volkswirtschaftlicher Hinsicht übt der Forderungseinzug über die Inkassowirtschaft wichtige Funktionen aus:
- die Auftraggeber werden von zeitraubenden und kostenintensiven Tätigkeiten entlastet, die nicht zu ihren Kernkompetenzen gehören,
- zu große Forderungsausfälle gefährden die Preisstabilität, wobei entsprechende Verluste letztlich von den zahlenden Kunden mitgetragen werden müssen,
- zu große Forderungsausfälle können letztlich auch für den Gläubiger existenzbedrohende Ausmaße annehmen.

## Image
In der breiten Öffentlichkeit genießt die Inkassobranche im Allgemeinen keinen besonders guten Ruf.
Zuweilen wird ihr zum Vorwurf gemacht, dass sie ihre Profite in ohnehin finanzschwachen Milieus generiert.
Weiterhin wird kritisiert, dass selbst Kleinstbeträge mitunter über Inkassounternehmen eingetrieben werden und dass die dafür geltend gemachten Kosten teilweise ein Mehrfaches des säumigen Betrages erreichen können.
Die Unternehmen der Inkassobranche haben damit zu kämpfen, dass Vorurteile über sie und über ihre Arbeitsweise weit verbreitet sind. Bestärkt wird dies durch vereinzelte Darstellungen in den Medien, die sich auf einzelne unseriöse Vorkommnisse innerhalb des Inkassobereichs konzentrieren oder die gar völlig untypische und zweifelhafte Arbeitsmethoden als übliche Vorgehensweisen von Inkassounternehmen darstellen. Ein markantes Beispiel hierfür stellt die Ausstrahlung der Reportage-Reihe Die Geldeintreiber – gnadenlos gerecht im März und April 2012 durch den deutschen Fernsehsender Kabel eins dar. Dieses TV-Format beschreibt den Arbeitsalltag eines namentlich nicht genannten und offensichtlich auch nicht realen – und damit auch nicht registrierten – Inkassounternehmens. Dessen muskulöse und vorwiegend schwarz gekleidete Mitarbeiter suchen die Schuldner vorzugsweise persönlich auf und setzen relativ unverhohlen auf das Mittel der Einschüchterung, um die Bezahlung rückständiger Forderungen zu erreichen. Bei den Darstellern der Sendereihe handelte es sich nach BDIU-Informationen um Mitarbeiter des Inkasso-Teams Moskau, eines Unternehmens, das nicht über eine Inkasso-Registrierung verfügt, somit illegal arbeitete und das in der Vergangenheit wiederholt durch unseriöse Geschäftspraktiken Aufmerksamkeit erregte.

## Seriosität
Die in Deutschland tätigen Inkassounternehmen verfügen (von unseriösen Firmen abgesehen) über eine ordnungsgemäße behördliche Registrierung. Damit einhergehend als zwingende Voraussetzung auch über sach- und fachkundige Mitarbeiter und fühlen sich den Zielen der großen Branchenverbände verpflichtet, offene Forderungen zwar möglichst vollständig ausgleichen zu lassen, dabei aber auch die Belange und Nöte der Schuldner angemessen zu berücksichtigen und letztlich möglichst die Interessen beider Seiten zum Ausgleich zu bringen.
Allerdings leiden die seriösen Unternehmen unter den Geschäftspraktiken von einigen wenigen Personen und Unternehmen, deren Spektrum von unseriös bis kriminell reicht. Mitunter sind die Übergänge auch fließend. So wird manchmal die schriftliche oder telefonische Ansprache von Schuldnern durch einzelne, sonst als seriös geltende Inkassounternehmen als unangemessen beziehungsweise überzogen kritisiert.

### Kennzeichen und Arbeitsweisen seriöser Inkassounternehmen
Indizien, die auf die Seriosität eines Inkassounternehmens hinweisen, sind:
- Registrierung des Unternehmens bei der zuständigen Behörde und entsprechende Eintragung ins Rechtsdienstleistungsregister. Die für jedermann einsehbare Registrierung ist zwingende Voraussetzung für eine legale Inkassotätigkeit.[43][44]
- Mitgliedschaft in einem der Branchenverbände, die ihre Mitglieder zur ordnungsgemäßen Geschäftsausübung verpflichten, Beschwerden entgegennehmen und verfolgen und die bei fortgesetztem Missbrauch Sanktionen aussprechen: BDIU, BFIF oder BDR.[45][46]
- Sachliche und inhaltsbezogene Antwort durch das Inkassounternehmen, nachdem ihm gegenüber Einwände gegen eine Forderung erhoben wurden.[45]
- Internetrecherchen über ein bestimmtes Unternehmen ergeben ein Bild, das nicht durch gehäuft auftretende, sachlich und glaubwürdig vorgetragene Beschwerden und Warnhinweise geprägt ist. Zu berücksichtigen ist dabei, dass auch bei seriös arbeitenden Unternehmen, die regelmäßig sehr viele Fälle bearbeiten, einzelne Unmutsbekundungen nicht ausbleiben werden.

Typische Arbeitsmethoden von ordentlich arbeitenden Inkassounternehmen sind:
- Den Schuldner durch wiederholte briefliche, telefonische oder persönliche Mahnungen zur Zahlung zu bewegen,
- gerichtliche Mahn- bzw. Vollstreckungsbescheide veranlassen (Inkassounternehmen dürfen gemäß § 79 Abs. 2 Satz 1 Nr. 4 ZPO auch im gerichtlichen Mahnverfahren tätig werden),
- im Zuge einer Zwangsvollstreckung (bei Vorliegen eines vollstreckbaren Titels) mit Hilfe des Gerichtsvollziehers eine Pfändung herbeiführen, insbesondere auch einen Haftbefehl zur Erzwingung der Abgabe der Vermögensauskunft beantragen,
- die Information des Schuldners über mögliche juristische Folgen seiner Säumigkeit (gerichtliches Mahnverfahren, Klage, Pfändung usw.),
- das Auffinden von Werten, die sich im Eigentum des Schuldners befinden und dem Gerichtsvollzieher für eine Pfändung empfohlen werden, zum Beispiel vom Schuldner verstecktes Bargeld, versteckter Schmuck oder verborgene Bankkonten,
- das Verwerten von Kreditsicherheiten,
- das Aushandeln und Abwickeln von Ratenzahlungen, Stundungs- und Vergleichsvereinbarungen,
- gegebenenfalls das Führen von Verhandlungen mit Schuldnerberatungsstellen, Insolvenzverwaltern bzw. Rechtsanwälten des Schuldners,
- bei zahlungsunfähigen Schuldnern die Überwachung ihrer Zahlungsfähigkeit auch über längere Zeiträume hinweg (insbesondere bei Vorliegen eines vollstreckbaren Titels),
- bei unbekannt verzogenen Schuldnern die Ermittlung der aktuellen Anschrift

Nach den Entscheidungen des Bundesverfassungsgerichts dürfen Inkassounternehmen aber auch umfassend und vollwertig die Beratung des Rechtssuchenden vornehmen, wenn auch nur in einem bestimmten Bereich. Sie übernehmen die Verantwortung für die wirkungsvolle Durchsetzung von Forderungen und damit nicht nur die schlichte Mahn- und Beitreibungstätigkeit oder eine kaufmännische Hilfstätigkeit. Sie dürfen auf die Rechtslage hinweisen, die den zahlungsunwilligen Schuldner zum außergerichtlichen Einlenken bewegen soll. Und sie dürfen Ansprüche geltend machen, zu deren Durchsetzung rechtliche Argumente erforderlich sind.

### Kennzeichen und Methoden unseriöser Unternehmen
Im Jahre 2011 und auch davor häuften sich öffentlich vorgetragene Beschwerden über vermehrte Fälle von Kostenfallen im Internet (unter anderem sogenannte Abofallen) und über unlautere Telefonwerbung (unter anderem im Hinblick auf Glücksspielteilnahmen), wobei anschließend versucht wurde, solche angeblich entstandenen Forderungen über einige wenige und entsprechend auffällige Inkassounternehmen einzutreiben. Forderungen in diesem Zusammenhang waren aber häufig letztlich strittig bzw. nach überwiegender Rechtsprechung nicht halt- bzw. durchsetzbar.
Dies führte dazu, dass der Bundesverband der Verbraucherzentralen die ihm angeschlossenen Verbraucherzentralen im Zeitraum von Juli bis September 2011 dazu aufrief, gezielt Verbraucherbeschwerden zum Thema Inkassoforderungen mittels eines einheitlichen Erfassungsbogens zu sammeln. Ein Bericht über die Ergebnisse dieser Erhebung wurde am 1. Dezember 2011 veröffentlicht. Bei der Bewertung der Ergebnisse ist allerdings zu berücksichtigen, dass Verbraucher sich in aller Regel erst dann an eine Verbraucherzentrale wenden, wenn Missstände offensichtlich sind. Daraus folgt, dass die Ergebnisse nicht repräsentativ sein können und dass daraus keine Rückschlüsse auf die Arbeit der gesamten Branche gezogen werden können. Wesentliche Ergebnisse der Untersuchung, bei der 3.671 Beschwerden detailliert ausgewertet wurden, waren:
- 40 % der Beschwerden (1.459 Fälle) entfielen auf ein Inkassounternehmen, die Deutsche Zentral Inkasso GmbH, Berlin.[49] Dieses Unternehmen war im Dezember 2011 noch als Inkassounternehmen registriert, ist aber mit Stand November 2013 nicht mehr registriert. Zudem war das Unternehmen nie Mitglied eines der großen Branchenverbände.
- Weitere 35 % der Beschwerden (1.284 Fälle) entfielen auf neun weitere Inkassounternehmen.[49]
- Somit entfielen auf 10 Unternehmen 75 % der Beschwerden (2743 Fälle).
  - Von diesen zehn Unternehmen waren neun nicht Mitglieder des BDIU.[50]
    - Auf das eine BDIU-Unternehmen entfielen 3 % der Beschwerden (125 Fälle). Nach Angaben des BDIU beendete das betreffende Mitgliedsunternehmen die Zusammenarbeit mit dem ursächlichen Auftraggeber bereits im August 2011. Die angeschriebenen Verbraucher erhielten eine Entschuldigung.[51]

  - Zwei der zehn Unternehmen hatten ihren Sitz im Ausland und waren in Deutschland nicht registriert.[50]
- Bei 84 % der Beschwerden (3.081 Fälle) war die Forderung offensichtlich unberechtigt.[49]
- Die vermeintlichen Forderungen bezogen sich auf:[49]
  - Abofallen im Internet zu 54 % (1.997 Fälle)
  - Gewinnspiel-Teilnahme zu 27 % (998 Fälle)
- Dies korrespondiert mit der angeblichen Art des Vertragsabschlusses:[49]
  - Über das Internet zu 57 % (2092 Fälle)
  - Mittels unerwünschter Telefonwerbung zu 26 % (952 Fälle)

Im Ergebnis belegte der Untersuchungsbericht, dass es im untersuchten Zeitraum erhebliche Missstände gab, verursacht durch einige wenige unseriöse Unternehmen in den Bereichen Abofallen im Internet, Telefonwerbung und Inkasso. Darauf folgten gesetzgeberische Aktivitäten, die am 1. Oktober 2013 die Verabschiedung des Gesetzes gegen unseriöse Geschäftspraktiken (BGBl. I S. 3714) zur Folge hatten. Die Neuregelungen zielen darauf ab, unseriöse Praktiken in den Bereichen Inkassowirtschaft, Telefonwerbung und Abmahnwesen einzudämmen, ohne dabei die berechtigten Belange seriöser Gewerbetreibender zu beeinträchtigen. Seitens des BDIU fand dieses Gesetz grundsätzlich große Unterstützung, wurde in vielerlei Hinsicht aber als unzureichend bzw. ungeeignet kritisiert.
Illegale Praktiken stehen für die schlimmsten Ausprägungen. Hier reicht das Spektrum von Unternehmen, die bewusst massenhaft Forderungen aus untergeschobenen und rechtlich unwirksamen Verträgen durchzusetzen versuchen bis hin zu Angehörigen des kriminellen Milieus oder gar der organisierten Kriminalität. Solche Machenschaften können mit dem Geschäftsbegriff Inkassounternehmen nicht mehr in Verbindung gebracht werden.
Kriterien für illegal arbeitende Unternehmen:
- Fehlende Registrierung des Unternehmens bei der zuständigen Behörde und entsprechend nicht vorhandene Eintragung ins Rechtsdienstleistungsregister.[43][44]

Darüber hinaus zählen zu diesen Kriterien insbesondere auch Straftaten, wie:
- Drohung mit nicht gesetzeskonformen Übeln, insbesondere als Mittel für eine Nötigung, z. B.:
  - mit der Anwendung von Gewalt gegen den Schuldner bzw. gegen ihm nahestehende Personen, z. B. abzielend auf Sachbeschädigungen oder eine Körperverletzung bis hin zum Mord.[41][55]
- Tatsächliche Anwendung von Gewalt (Sachbeschädigung oder Körperverletzung)
- Anwendung von Selbstjustiz,[41] z. B. durch die rechtlich nicht legitimierte gewaltsame Wegnahme von Wertgegenständen und/oder Geld beim Schuldner. Dies ist somit als Diebstahl am Besitz des Schuldners anzusehen.

Kriterien für unseriös agierende Inkassounternehmen:
- Ausbleibende sachliche und inhaltsbezogene Antwort durch das Inkassounternehmen, nachdem ihm gegenüber Einwände gegen eine Forderung erhoben wurden. Teilweise stattdessen weitere Mahnschritte ohne Bezug zu den erhobenen Einwänden.[45]
- Die Beitreibung von Forderungen aus untergeschobenen Verträgen, deren Rechtsgültigkeit nicht gegeben oder sehr fraglich ist, wie z. B. Abonnementfallen im Internet oder Gewinnspieleintragungsdienste (oft telefonisch angebahnt).[48][49]
- Geltendmachung von Inkassoentgelten beim Schuldner, die die zulässigen Vergütungen nach RVG bzw. RDG-EG überschreiten und somit vom Schuldner in dieser Höhe nicht bezahlt werden müssten.[56]
- Die Anwendung unseriöser Arbeitsmethoden, wie weiter unten aufgelistet.

Indizien für unseriös auftretende Inkassounternehmen (können auf unseriöse Arbeitsweisen hindeuten, sind aber kein sicherer Nachweis dafür. Bedeutsam ist aber insbesondere, wenn verschiedene Indizien zusammenkommen):
- Fehlende Mitgliedschaft in einem der Branchenverbände.[45][46]
- Die Geltendmachung von überhöhten Inkasso-Entgelten, die mit jedem Anschreiben ansteigen und mitunter in keinem angemessenen Verhältnis zu der rechtmäßig beanspruchten ursprünglichen Forderung stehen. Dadurch wird hoher Druck erzeugt, die Forderung sehr schnell zu bezahlen.
- Internetrecherchen über ein bestimmtes Unternehmen ergeben gehäuft auftretende, glaubhaft vorgetragene Beschwerden und Warnhinweise.

Typische Arbeitsmethoden von unseriös agierenden Unternehmen sind:
- Das Nichtbeachten von Einwänden gegen die Forderung.
- Öffentliche Bloßstellung (Anprangerung), wobei das private und/oder geschäftliche Umfeld des Schuldners bewusst über finanzielle Schwierigkeiten informiert wird. Die daraus folgende Blamage beziehungsweise Rufschädigung (im Geschäftsleben oft einhergehend mit einer finanziellen Schädigung) soll den Schuldner zur Zahlung bewegen.
- Einschüchterungsversuche gegenüber dem Schuldner, wobei das legitime Aufzeigen möglicher juristischer Folgen einer Nichtzahlung eindeutig übertrieben wird und teilweise unangemessene bzw. rechtlich nicht haltbare juristische Konsequenzen angedroht werden, mitunter auch unter Vorspiegelung falscher Tatsachen.[49]
  - Als ein solcher unzulässiger Einschüchterungsversuch ist bei bereits qualifiziert bestrittenen Forderungen die Drohung mit einem Schufa-Eintrag anzusehen oder bei solchen Forderungen gar die tatsächliche Veranlassung eines solchen Schufa-Eintrags.[41][49][57][58] Solche Drohungen werden offenbar als Druckmittel eingesetzt, weil negative Schufa-Einträge die Kreditwürdigkeit einer Person stark herabsetzen können und der Drohende davon ausgeht, dass aus Angst davor einige der Bedrohten selbst eigentlich unberechtigte Forderungen begleichen werden.

### Unseriöse Aktivitäten im Inkassogewerbe
Als exemplarische Beispiele unseriöser Machenschaften im Inkassogewerbe können diese beiden Unternehmen genannt werden:
- Inkasso Team Moskau. Dieses Unternehmen war nicht als Inkassounternehmen zugelassen. Es warb mit Sprüchen wie: Sie brauchen kein Russisch können, um uns zu verstehen und präsentierte sein Personal im Fernsehen in schwarzer Kleidung mit kugelsicherer Weste, glatzköpfig und mit grimmigem Aussehen. Das Unternehmen suggerierte, über einen bundesweiten Außendienst zu verfügen, der sich in schlagkräftiger Art und Weise um Forderungen kümmere. In 2007 ermittelte die Staatsanwaltschaft Celle wegen Betrugsverdachts gegen das Unternehmen. Der Vorwurf lautete, dass das Unternehmen weit mehr Aufträge angenommen und dafür kassiert habe, als es bearbeiten konnte.[55][59] Im Mai 2008 erwirkte der Branchenverband BDIU im Rahmen einer Unterlassungsklage ein Urteil gegen ITM Inkasso Team Moskau, durch das dem Unternehmen untersagt wurde, Inkassodienstleistungen anzukündigen oder auszuführen.[60]
- Deutsche Zentral Inkasso GmbH. Im Rahmen der bereits genannten Auswertung des Bundesverbands der Verbraucherzentralen entfielen 40 % der Beschwerden (1.459 Fälle) auf die Deutsche Zentral Inkasso GmbH, Berlin. Dieses Unternehmen sicherte sich dadurch mit weitem Abstand den unrühmlichen ersten Platz in der Beschwerdetabelle.[49][50] Seinen zweifelhaften Ruf erwarb sich das Unternehmen insbesondere mit der Geltendmachung von umstrittenen Forderungen im Zusammenhang mit Abofallen im Internet. Seinen Mahnschreiben verlieh es wiederholt dadurch Nachdruck, dass es die Kopie eines ausnahmsweise zu seinen Gunsten ergangenen Gerichtsurteils beilegte bzw. den Entwurf einer Klageschrift, mit dem der Eindruck erweckt werden sollte, eine Klageerhebung gegen den Schuldner stünde unmittelbar bevor.[61] Im November 2013 war die Deutsche Zentral Inkasso GmbH nicht mehr im Rechtsdienstleistungsregister eingetragen.[44] Auch bestand zu keinem Zeitpunkt eine Mitgliedschaft in einem der großen Branchenverbände.

Am 5. Mai 2018 warnte der Bundesverband Deutscher Inkasso-Unternehmen vor Inkassobetrug und veröffentlichte Kriterien zur Erkennung unseriöser Forderungen. Häufig würden überzogene Beträge genannt, die aufgrund von Gewinnspielen, Abonnements oder anderer erfundener Käufe oder Verträge entstanden seien. Der Bundesverband empfahl, vorerst nichts zu unterschreiben und im Zweifelsfall das angegebene Unternehmen anzurufen. Bei Inkassobetrug könne auch die Polizei beziehungsweise die Verbraucherzentrale kontaktiert werden.

## Rechtliche Rahmenbedingungen
Die Tätigkeit der Inkassobüros steht in Deutschland unter Erlaubniszwang. Wer nicht über die behördliche Erlaubnis verfügt, darf nicht als Inkassounternehmer arbeiten. Ob ein Inkassounternehmen ordnungsgemäß registriert ist, kann von jedermann online über das Rechtsdienstleistungsregister in Erfahrung gebracht werden. Dort ist auch die für die Registrierung und die Überwachung zuständige Behörde ersichtlich.
Die Inkassozulassung erhalten nur Inkassounternehmen, bei denen mindestens eine maßgeblich in den Geschäftsbetrieb eingebundene Person u. a. folgende Voraussetzungen erfüllt:
- Persönliche Eignung und Zuverlässigkeit sind gegeben. Dies gilt in der Regel als nicht eingehalten bei Personen,
  - die in den letzten drei Jahren rechtskräftig verurteilt wurden wegen eines Verbrechens oder eines Vergehens im Zusammenhang mit der Berufsausübung
  - deren Vermögensverhältnisse ungeordnet sind.
- Nachweis der theoretischen und praktischen Sachkunde im Inkassobereich (Grundlage hierfür ist z. B. die Teilnahme an einem 23-tägigen Sachkundelehrgang und das Bestehen entsprechender Prüfungen).[65]

Die gemäß Rechtsdienstleistungsregister zuständige Behörde kann gegenüber einem Inkassounternehmen Auflagen anordnen oder den Betrieb ganz oder teilweise untersagen, insbesondere wenn ein Unternehmen erheblich oder dauerhaft gegen Pflichten verstößt. Auch kann die Inkassozulassung durch die zuständige Behörde unter bestimmten Umständen widerrufen werden, so z. B., wenn dauerhaft unqualifizierte Rechtsdienstleistungen erbracht werden (wenn also z. B. fortgesetzt und nachweisbar unseriöse Methoden angewendet werden) oder wenn beharrlich gegen Auflagen verstoßen wird.
Zum Tragen kam dies bei einem Düsseldorfer Inkassounternehmen, das unter anderem Forderungen bearbeitet hatte, die in verschiedenen Internetforen als Abzocke charakterisiert wurden. Das Oberlandesgericht Köln verhängte daraufhin im Juni 2013 eine verbindlich zu beachtende Auflage gegen dieses Unternehmen. Nachdem diese Auflage nach der Beurteilung des Gerichts nicht ausreichend beachtet wurde, entzog das OLG Köln dem Unternehmen die Eintragung ins Rechtsdienstleistungsregister. Diese Entscheidung wurde am 10. Februar 2014 vom Verwaltungsgericht Köln bestätigt.
Vielfach arbeiten Inkassobüros mit Privatdetektiven und/oder Anwaltskanzleien zusammen. Bis zum 1. Juli 2008 war die Zusammenarbeit mit Anwaltskanzleien die Regel, weil Inkassounternehmen bis dahin nur außergerichtlich tätig sein durften.
Um offene Forderungen durch Zwangsvollstreckungsmaßnahmen mit Hilfe des Gerichtsvollziehers gegenüber dem Schuldner durchsetzen zu können, benötigen Inkassounternehmen einen sogenannten Vollstreckungstitel. Dieser kann durch Klage vor Gericht, über das gerichtliche Mahnverfahren oder durch eine notarielle Urkunde erlangt werden.

## Kostenerstattung vorgerichtlicher Inkassokosten

### Voraussetzungen
Beauftragt der Gläubiger zur Einziehung einer Geldforderung ein Inkassounternehmen (oder einen Rechtsanwalt), stellt sich die Frage, ob der Schuldner verpflichtet ist, die dabei entstehenden Inkassokosten zu ersetzen. Wenn sich bei Beantwortung der Frage ein Anspruch auf Ersatz eines materiellen Schadens ergibt, stellt sich die weitere Frage, bis zu welcher Höhe die Kosten erstattungsfähig sind.
Voraussetzung für den Schadenersatzanspruch (§§ 249 ff. BGB) auf Inkassokosten ist
1. der Verzug des Schuldners (§ 280 Abs. 1, 2 i. V. m. § 286 BGB)[72] oder die unerlaubte Handlung (§ 823 BGB; § 826 BGB).[73]
2. Zumindest bei Verbrauchern im Verzugsfall mindestens eine Mahnung durch den Gläubiger selbst vor Beauftragung eines Inkassounternehmens (oder Rechtsanwalts) (§ 254 Abs. 2, § 242 BGB.[74])
3. Die Erfüllung der vertraglich vereinbarten Obliegenheiten der beiden Partei sowie die Einhaltung des unabdingbaren Rechts (NJW 2016, 3332) und
4. die Zweckmäßigkeit und Notwendigkeit der Beauftragung aus wirtschaftlicher Sicht des Gläubigers.[75] ().

Diese Voraussetzungen müssen in jedem Einzelfall überprüft werden.

### Fälle, in denen vorgerichtliche Inkassokosten nicht erstattungsfähig sind

#### Fehlende Registrierung
Verstößt das Inkassounternehmen gegen die Registrierungspflicht, sind Inkassokosten aufgrund des gesetzlichen Verbotes nicht erstattungsfähig (§ 12 RDG, § 134 BGB).

#### Verstoß gegen Darlegungs- und Informationspflichten
Verstößt das Inkassounternehmen gegen die Darlegungs- und Informationspflicht (§ 11a RDG), sind zumindest bis zur Erfüllung der gesetzlichen Pflicht keine Inkassokosten erstattungsfähig.

#### Bestreiten der Hauptforderung oder Zahlungsunfähigkeit
Wenn der Gläubiger Kenntnis hat, dass der Schuldner nicht erfüllen will oder dass bei diesem eine (vorübergehende) Zahlungsunfähigkeit vorliegt, sind Inkassokosten nicht erstattungsfähig. In diesen beiden Fällen liegt ein Mitverschulden des Gläubigers vor (§ 254 Abs. 1 BGB). Die Kenntnis des Gläubigers beruht dabei darauf, dass ein vernünftiger und wirtschaftlich denkender Mensch an den Indizien erkennen kann, ob Zahlungsunwilligkeit oder -unfähigkeit vorliegt, zumindest ein Verbraucher muss sich nicht ausdrücklich auf eine der beiden Tatsachen berufen. Allerdings muss dem Gläubiger im Falle einer Klage immer der Rechtsschutz zuteilwerden, entgegen der erkennbaren Indizien einzelfallbezogen vorzutragen, warum die Beauftragung ausnahmsweise notwendig und zweckmäßig war.
Zahlungsunfähigkeit ist beispielsweise über die öffentlichen Schuldnerverzeichnisse oder die Scoringverfahren der Auskunfteien feststellbar. In diesem Fall ist die Forderung über das gerichtliche Mahnverfahren zu titulieren.
Bestreitet der Schuldner die Hauptforderung, ist die vorgerichtliche Beauftragung eines Inkassounternehmens (oder Rechtsanwalts) unnötig und die Kosten sind damit nicht erstattungsfähig, weil eine gerichtliche Auseinandersetzung unvermeidlich wird. Deshalb sollten Inkassounternehmen neben titulierten Forderungen nur voraussichtlich unbestrittene Forderungen zum Einzug übernehmen.

#### Hauptforderung ist nichtig
Auch wenn die vorgenannten Voraussetzungen erfüllt sind und ein Inkassounternehmen mit dem Forderungseinzug beauftragt worden ist, sind die Inkassokosten nicht erstattungsfähig, (§ 24 BDIU-Satzung) wenn einer der folgenden Fälle zutrifft:
- Der Schuldner wurde Opfer einer unseriösen Geschäftspraxis (§ 134 oder § 138 BGB BGBl. 2013 I S. 3714)[81] und bestreitet deshalb das Bestehen der Hauptforderung.
- Es werden Zinsen als Hauptforderung geltend gemacht, die aus einem Zinswucher hervorgegangen sind und deshalb besonders sittenwidrig (§ 138 BGB) sind und der Schuldner bestreitet deshalb das Bestehen der Hauptforderung.
- Die Hauptforderung ist verjährt (§§ 194 ff. BGB), und der Schuldner erhebt entsprechende Einrede.
- Bezüglich der Hauptforderung ist die Restschuldbefreiung erteilt worden (§§ 286 ff. InsO), und der Schuldner erhebt entsprechende Einrede.

Werden Inkassokosten in einem der drei vorgenannten Fälle geltend gemacht, setzt sich das Inkassounternehmen (oder der Rechtsanwalt) dem Verdacht des Betruges aus (§ 263 StGB). Der Betrugsverdacht hinsichtlich der Inkassokosten gilt grundsätzlich stets für nicht registrierte Inkassounternehmen.

#### Unqualifizierte Rechtsdienstleistungen
Eine unqualifizierte Rechtsdienstleistung liegt beispielsweise vor, wenn sich Inkassounternehmen beim Forderungseinzug unseriöser oder sogar rechtswidriger Geschäftspraktiken bedienen. Immer wieder tauchen Fälle auf, bei denen Inkassounternehmen durch unqualifizierte und damit unseriöse Geschäftspraktiken in der Öffentlichkeit auffallen. So erteilte im Dezember 2012 das Oberlandesgericht Köln als zuständiger Behörde einem Inkassounternehmen eine beschränkende verbindliche Auflage zu seinem Auftreten gegenüber den Kunden, dessen Geschäftsgebaren vielfachen Beschwerden ausgesetzt war und deren Tätigkeit von der interessierten Öffentlichkeit verfolgt wurde. Das Inkassounternehmen hatte bei Schuldnern vergleichbare Gerichtsurteile zitiert und erweckte damit den beabsichtigten Eindruck, eine Verteidigung gegen die geltend gemachte Forderung habe keine oder nur geringe Aussicht auf Erfolg. Gegen diese Auflage hatte das Inkassounternehmen vor dem Verwaltungsgericht Köln (VG Köln) erfolglos Anfechtungsklage erhoben, so dass die Auflage ab Juni 2013 rechtswirksam war. Da die Auflage auch nachfolgend nicht beachtet wurde, widerrief das OLG Köln dem Inkassounternehmen wegen fehlender Zuverlässigkeit die Erlaubnis; der Widerruf der Erlaubnis wurde vom VG Köln bestätigt, die hiergegen gerichtete Rechtsbeschwerde hatte vor dem Oberverwaltungsgericht für das Land Nordrhein-Westfalen (OVG in Münster) im April 2014 keinen Erfolg.
Ein Inkassounternehmen darf einen Schuldner auch nicht mit einem Schufa-Eintrag drohen und unter Druck setzen. Nach § 2 Nr. 8 UWG stellt die Beeinträchtigung der Entscheidungsfreiheit in unangemessener Weise eine unlautere Handlung dar. Die Fähigkeit des Verbrauchers, eine informierte Entscheidung zu treffen, wird spürbar beeinträchtigt, und damit wird der Verbraucher zu einer geschäftlichen Entscheidung veranlasst, die er andernfalls nicht getroffen hätte.

#### Konzerninkasso
Unternehmen dürfen säumigen Kunden auch dann Inkassokosten in Rechnung stellen, wenn sie ein konzernverbundenes Inkassounternehmen damit beauftragt haben. Das war lange streitig, ist aber jetzt durch ein Urteil des Bundesgerichtshofs geklärt.

#### „Überfallartige“ Beauftragung
Wird beispielsweise nach einer Rücklastschrift, die stets einen Verzug begründet (§ 286 Abs. 2 Nr. 4 BGB), direkt ein Inkassounternehmen (oder Rechtsanwalt) beauftragt, ohne dass zumindest eine Mahnung des Gläubigers selbst erfolgt ist, sind die Inkassokosten nicht erstattungsfähig (§ 254 Abs. 2 BGB). Die Mahnung des Gläubigers erfolgt im Rahmens des Gebots von Treu und Glauben, da der Grund der Rücklastschrift nicht im Einflussbereich des Schuldners liegen muss (vgl. § 675o Abs. 1 Satz 2 BGB) und die eigene Mahnung dem Gebot des sichersten Weges entspricht. Gleiches gilt, wenn der Verzug aufgrund von vertraglicher Regelung eintritt und gegenüber einem Verbraucher ohne weitere Mahnung direkt ein Rechtsdienstleister beauftragt wird (§ 254 Abs. 2 BGB). Demgegenüber stellt für ein Unternehmen der etwaige Verzugsschaden gerade bei niedrigeren Gegenstandswerten eher kein besonders großer Schaden dar, auf den nochmals hinzuweisen wäre.

#### Erfolgsprovision
Eine Erfolgsprovision ist im Inkassobereich nicht erstattungsfähig (§ 4 Abs. 2 Satz 1 RDGEG i. V. m. § 4a RVG).

#### Fantasiegebühren
Etwaige Kontoführungs-, Reaktivierungs-, Vernunftappell-, Titulierungsgebühren usw. sind nicht erstattungsfähig (§ 4 Abs. 1 Satz 1 RDGEG.).

### Erstattungsfähigkeit liegt teilweise vor

#### Tatsächlich und rechtlich einfache Fälle
Der Pflichtenkreis des Gläubigers umfasst die Bemühungen des Forderungseinzuges. Zu diesen Bemühungen zählen Mahnungen, Telefonate und persönliche Gespräche mit dem Schuldner und das Anbieten von Ratenzahlungen. Dieser Aufwand ist, mit Ausnahme der materiellen Kosten für schriftliche Mahnungen, unabhängig ob hierfür Personal beschäftigt wird, nicht erstattungsfähig. Die Obliegenheit des Gläubigers endet allerdings mit der Begründung des Verzugs, die anschließende Forderungsbeitreibung wird nicht mehr hinzugerechnet, so dass sobald der Gläubiger seine Obliegenheiten erfüllt hat, die Notwendigkeit einer Beauftragung von der tatsächlich gegebenen Organisation des Gläubigers abhängt.
In einfach gelagerten Fällen wie der Kündigung eines in Zahlungsverzug geratenen Mieters oder dem Forderungseinzug aus einer Heizkostennachzahlung durch einen gewerblichen Großvermieter sind Kosten eines Inkassounternehmens nicht erstattungsfähig. Im Unterschied zum Masseninkasso kommt bei individueller Einzelfall-Beauftragung eines Rechtsanwaltes ein Ersatz der Inkassokosten auch bei einfachen Fällen in Betracht, wenn der Gläubiger die Eingangs genannten Voraussetzungen erfüllt hat und der Schuldner keinerlei Reaktion zeigt.
Inkassokosten sind allerdings dann nicht zu erstatten, wenn der in Verzug geratene Schuldner die Erfüllung der unstreitigen Forderung in naher Zukunft zusagt und der Gläubiger keinen Anlass hat, an diesem Versprechen zu zweifeln und dennoch ein Inkassounternehmen/Rechtsbeistand beauftragt.

#### Doppelbeauftragung
Die durch kumulative Beauftragung von Inkassounternehmen und Rechtsanwalt entstehenden Mehrkosten sind nicht erstattungsfähig (§ 254 Abs. 2 BGB). Für den Rechtsanwalt kann dieses Vorgehen einen berufsrechtlichen Verstoß darstellen (§ 43 BRAO).
Keine Doppelbeauftragung liegt vor, wenn die Voraussetzungen für eine Beauftragung eines Inkassounternehmens vorlagen und der zahlungsfähige Schuldner erst nach Beauftragung des Inkassounternehmens die Forderung bestreitet, da in diesem Fall die Forderung nur noch über die Klage durchsetzbar ist.

#### Schuldner zahlt nicht mit anschließender Zahlungsklage
Leistet der Schuldner auf die Bemühungen des Inkassounternehmens, obwohl kein Ausschlussgrund vorliegt, keine Zahlung und wird nun zwecks Erhebung einer Zahlungsklage ein Rechtsanwalt mandatiert, richtet sich die Frage nach der Erstattungsfähigkeit der Inkassokosten danach ob die Beauftragung in erster Linie notwendig und zweckmäßig war, sowie im Weiteren ob es sich bei dem Schuldner um einen Verbraucher oder um einen Gewerbebetrieb handelt.
Besteht ein Anspruch auf Schadenersatz, sind die Hälfte der angefallenen Geschäftsgebühr, mindestens jedoch der Teil der eine 0,75-Gebühr übersteigt, die bei (Teil-)Zahlung vollständig zu ersetzen gewesen werden, erstattungsfähig (§ 4 Abs. 5 Satz 1 RDGEG i. V. m. RDGEG, § 15a Abs. 1, Anlage 1 (zu § 2 Abs. 2) Teil 3 Vorb. 3 Abs. 4 RVG; LG Rostock, 1. Juni 2006, 4 O 392/05; NJW 2013, 1393).

#### Schuldner zahlt nicht mit anschließendem Mahnverfahren
Leistet der Schuldner auf die Bemühungen des Inkassounternehmens (oder Rechtsanwalts) keine Zahlung, obwohl kein Ausschlussgrund vorliegt, und wird nun das gerichtliche Mahnverfahren betrieben, richtet sich die Frage nach der Erstattungsfähigkeit der Inkassokosten danach, ob die Beauftragung in erster Linie notwendig und zweckmäßig war, sowie im Weiteren, ob es sich bei dem Schuldner um einen Verbraucher oder um einen Gewerbebetrieb handelt.
Bei Mahnungen handelt es sich sowohl tatsächlich als auch rechtlich um die einfachste juristische Tätigkeit, die von einem Unternehmen mit eigenem kaufmännisch ausgebildetem Personal selbst erledigt werden kann. In diesem Fall ist die Beauftragung eines Rechtsanwaltes nicht notwendig oder zweckmäßig. Allerdings muss hierbei auch die Einschränkung wie zuvor dargestellt berücksichtigt werden.
Ein kleines Inkassounternehmen kann demgegenüber zweckmäßig sein, wenn es aktiv Telefoninkasso und entsprechende Schuldnerbesuche durch eigene Außendienstmitarbeiter durchführt.
Inkassounternehmen, die den Forderungseinzug massenweise betreiben, sind jedoch, soweit es um Verbraucher geht, nicht zweckmäßig, da eine individuelle Vorgehensweise für jeden Einzelfall aufgrund der Menge an zu bearbeitenden Vorgängen nicht möglich ist. Abgesehen davon zeigten die Schuldner bereits auf die eigenen Mahnungen des Gläubigers keine Reaktion, so dass weiterhin mit keiner Reaktion zu rechnen ist.
Ist der Schuldner ein Gewerbebetrieb, ist die Beauftragung eines Inkassounternehmens insoweit zweckmäßig, wenn es sich gleichzeitig um eine Handelsauskunftei oder eine Kreditschutzorganisation handelt. Der gewerbliche Schuldner gefährdet in dem Fall Bonität und Ruf, so dass bei Beauftragung eines entsprechenden Inkassounternehmens mit einer Zahlung zu rechnen ist.
Die Beweislast, ob von einer zweckmäßigen und notwendigen Beauftragung ausgegangen werden kann, liegt beim Gläubiger. Allerdings hat der BGH früher im Widerspruch zu den Beweislastgrundsätzen anderer Aufwandsersatzansprüche die Beweislast beim Schuldner gesehen. Besteht ein Erstattungsanspruch, so sind nur die Inkassokosten zu ersetzen, die dem Gläubiger auch tatsächlich entstanden sind.

### Erstattungsfähigkeit liegt vor

#### Schuldner zahlt
Wird unter Vorliegen der Voraussetzungen ein Inkassounternehmen (oder Rechtsanwalt) beauftragt und liegt auch kein Ausschlussgrund vor, sind die Inkassokosten zu ersetzen, wenn der Schuldner zumindest teilweise zahlt, da dann die Zweckmäßigkeit gegeben ist.

## Kostenerstattung der Inkassokosten im Mahnverfahren
Die Kostenerstattung im Mahnverfahren richtet sich nach Zweckmäßig- und Notwendigkeit der Beauftragung (§ 4 Abs. 4 Satz 2 RDGEG i. V. m. § 91 Abs. 1 ZPO).

### Fälle, in denen Inkassokosten im Rahmen des Mahnverfahrens nicht erstattungsfähig sind

#### Doppelbeauftragung
Sind die vorgerichtlichen Bemühungen eines Inkassounternehmens fruchtlos und wird anschließend ein Rechtsanwalt für das Mahnverfahren beauftragt, sind dessen Mehrkosten aufgrund des Kostenschonungsgebotes (vgl. § 91 ZPO) nicht erstattungsfähig (§ 254 Abs. 2 BGB).
Da Inkassounternehmen Mahnverfahren durchführen können (§ 79 Abs. 2 Nr. 4 ZPO), setzen sich die Beteiligten hierbei dem Verdacht einer Umgehungsstrategie aus (§ 4 Abs. 4 Satz 2 RDGEG), um erheblich höhere Kosten zu verursachen (1,5-Gebühren nach Anlage 1 (zu § 2 Abs. 2) Teil 3 Abschnitt 3 U-Abschnitt 2 VV-Nr. 3305/3308 § 13 RVG zzgl. Auslagen). Die Doppelbeauftragung stellt, wie bereits an anderer Stelle dargestellt, für den Rechtsanwalt auch einen berufsrechtlichen Verstoß dar.

#### Tatsächlich und rechtlich einfache Fälle
Das Mahnverfahren ist so konzipiert, dass es auch von juristischen Laien ausgeführt werden kann. Den Formularen für die Antragstellung liegen umfangreiche, leicht verständliche Ausfüllhilfen bei. Das Mahnverfahren wird damit auch zum Pflichtenkreis des Gläubigers im Rahmen des Forderungseinzugs gezählt, so dass für geschäftserfahrene Gläubiger und in einfachen Fällen keine juristische Hilfe notwendig ist. Ausgenommen hiervon sind Fälle, in denen der Schuldner vorgerichtlich nicht reagiert.

### Erstattungsfähigkeit liegt vor

#### Schuldner reagiert vorgerichtlich nicht
Reagiert der Schuldner vorgerichtlich nicht, kann zumeist angenommen werden, dass die entstehenden Inkassokosten eines Rechtsbeistandes im Rahmen des Mahnverfahren erstattungsfähig sind. Berücksichtigt wird hierbei die zumeist nicht vorhandene technische Voraussetzung für die Teilnahme am elektronischen Rechtsverkehr und die Komplexität des Verfahrens.

## Kostenerstattung der Inkassokosten im Zwangsvollstreckungsverfahren
Die Kostenerstattung im Zwangsvollstreckungsverfahren richtet sich nach Zweckmäßig- und Notwendigkeit der Beauftragung (§ 4 Abs. 4 Satz 2 RDGEG i. V. m. § 788 ZPO). Berücksichtigt wird hierbei die zumeist nicht vorhandene technische Voraussetzung für die Teilnahme am elektronischen Rechtsverkehr und die Komplexität des Verfahrens.

## Kostenerstattung der Inkassokosten im Insolvenzverfahren
Die Beitreibung im Insolvenzverfahren steht Inkassounternehmen genauso wie Rechtsanwälten offen (§ 174 InsO).

## Höhe der Inkassokosten

### Vorgerichtliche Inkassokosten
Wurde ein Inkassounternehmen beauftragt, ist die Erstattungsfähigkeit immer auf die Vergütung begrenzt, die ein Rechtsanwalt nach dem Rechtsanwaltsvergütungsgesetz verlangen kann (§ 4 Abs. 5 Satz 1 RDGEG). Wurde im Rahmen der Beauftragung eine Ermäßigung im Falle der Erfolglosigkeit vereinbart, beschränkt sich der Erstattungsanspruch auf diesen ermäßigten Betrag.

#### Geschäftsgebühr
Da es sich bei Mahnungen um Schreiben einfacher Art handelt, steht dem Inkassounternehmen/Rechtsanwalt eine 0,3-Geschäftsgebühr zu (Anlage 1 (zu § 2 Abs. 2) Teil 2 Abschnitt 3 VV-Nr. 2301 § 13 RVG. Allerdings haben Gerichte auch schon mehrfach, wenn auch regelmäßig ohne nähere Begründung, eine 1,3-Geschäftsgebühr ausgesprochen (Anlage 1 (zu § 2 Abs. 2) Teil 2 Abschnitt 3 VV-Nr. 2300 § 13 RVG. Dieser Faktor stellt den Wert für eine durchschnittlich schwierige oder umfangreiche Tätigkeit dar.
Grundsätzlich können Inkassokosten nach Beschluss des Bundesverfassungsgerichts als Verzugsschaden geltend gemacht werden, wenn die entsprechenden Voraussetzungen vorliegen (vgl. im entsprechenden Abschnitt). In dem Beschluss wurde allerdings keine Entscheidung über die Höhe der Inkassokosten getroffen.
Die Höhe der Vergütung richtet sich nach dem erteilten Auftrag des Mandanten, allerdings entscheidet nicht der Gläubiger über die Höhe des erstattungsfähigen Schadenersatzanspruch.
Die VV-Nr. 2301 § 13 RVG sieht einen Gebührensatz von 0,3 vor, wenn sich der Auftrag auf ein einfaches Schreiben beschränkt. Mahnungen werden grundsätzlich als einfache Schreiben bewertet, da sie weder größere Auseinandersetzungen mit der Sache noch komplexe juristische Ausführungen enthalten. Die Gebühr erhöht sich auch nicht durch das Versenden weiterer Mahnungen.
Die VV-Nr. 2300 § 13 RVG sieht einen Gebührensatz zwischen 0,5 und 2,5 vor, wobei ein Satz über 1,3 nur bei entweder umfangreicher oder schwieriger Tätigkeit gefordert werden kann. In der zugehörigen Vorb. 2.3 Abs. 4 RVG wird bestimmt, dass diese Gebühr für das Betreiben eines Geschäfts anfällt, wozu auch die Information und die Vertragsgestaltung zählt. Damit gemeint ist die umfassende Tätigkeit eines Rechtsanwaltes nach Einzelfall inklusive Einlesen in Fachliteratur und konkrete Verhandlungsführung mit der Gegenpartei.
Wenn der Gläubiger diesen Auftrag erteilt, verursacht er in der Regel Mehrkosten, die nicht notwendig sind (§ 254 Abs. 2 BGB), so dass nur der 0,3-Satz zu ersetzen ist. Tatsächlich entsteht die Gebühr, wenn auch Tätigkeiten, die über den Versand von Mahnungen hinausgehen, wie beispielsweise Telefoninkasso, Adressermittlungen notwendig sind und erbracht werden. Die Höhe des Satzes orientiert sich dann am tatsächlich betriebenen Aufwand, in der Regel dem 0,5-Satz.

#### Einigungsgebühr
Bei Abschluss einer Ratenzahlungsvereinbarung oder ähnlichem entsteht die 1,5-Einigungsgebühr (Anlage 1 (zu § 2 Abs. 2) Teil 1 VV-Nr. 1000 § 13 i. V. m. Vorb.. 1 Abs. 1 Nr. 2 RVG). Der Gegenstandswert wird hierbei auf 20 % reduziert (§ 31b RVG. Die Voraussetzungen dafür ist
1. die Vereinbarung, dass diese Kosten vom Schuldner getragen werden (analog zu § 98 ZPO) und
2. – auch in Hinblick auf die Höhe des Gebührensatzes – die aktive Mitwirkung eines Rechtsanwaltes an tatsächlichen Gesprächen mit der Gegenpartei, bei der die juristischen Fragen der Einigung im Rahmen eines Termins verhandelt werden.[132]

Die Einigungsgebühr ist von einem Verbraucher dann nicht zu zahlen, wenn die Ratenzahlungsvereinbarung außerhalb von Geschäftsräumen geschlossenen wurde und der Verbraucher den Vertrag fristgerecht widerruft (§ 312g i. V. m. §§ 355 f. BGB). Sie ist auch dann nicht zu zahlen, wenn es sich um ein sonstiges Finanzierungsgeschäft mit einem Nettodarlehnsbetrag von mindestens 200 Euro handelt und der Verbraucher den Vertrag fristgerecht widerruft (§ 491 Abs. 1, 2 i. V. m. §§ 495 Abs. 1, 2 Nr. 1, 355 f. BGB).
Wird dem Schuldner die Ratenzahlungsvereinbarung mit unzulässiger Androhung einer Auskunftei-Meldung oder eines Antrags auf Vermögensauskunft (vgl. § 802c ZPO) oder mit unhaltbarer Androhung einer Strafanzeige wegen Eingehungsbetrugs abgerungen, ist die Gebühr nicht erstattungsfähig, wenn der Schuldner die Vereinbarung aus den vorgenannten Gründen anfechtet (§ 123 BGB).

#### Auslagen für Post und Telekommunikation
Dazu werden die ausgelegten Entgelte für Post- und Telekommunikationsdienstleistungen entweder wie angefallen in voller Höhe, mit Ausnahme der Kosten für die Geltendmachung der Vergütung, ersetzt oder pauschal mit 20 Prozent der Gebühren, maximal jedoch mit 20 Euro, abgegolten (Anlage 1 (zu § 2 Abs. 2)Teil 7 VV-Nr. 7001/7002 RVG).

#### Mehrwertsteuer
Die anfallende Umsatzsteuer auf die Vergütung, soweit nicht die Kleinunternehmerregelung genutzt wird (§ 19) Abs. UStG), in voller Höhe (Anlage 1 (zu § 2 Abs. 2)Teil 7 VV-Nr. 7008 RVG), ist nur dann zu ersetzen, wenn der Auftraggeber/Mandant nicht vorsteuerabzugsberechtigt ist (§ 249 ff. BGB).

#### Verordnungsermächtigung
Von der Möglichkeit die Vergütung für Inkassounternehmen noch eindeutiger einzugrenzen, insbesondere um das Missverhältnis (b) zwischen niedrigen Hauptforderungen und Inkassokosten zu beseitigen, hat das Bundesministerium der Justiz und für Verbraucherschutz bisher noch keinen Gebrauch gemacht (§ 4 Abs. 5 Satz 2 RDGEG).

#### Aufwendungen
Wurden weitere Leistungen erbracht wie beispielsweise Adressermittlung oder Bonitätsprüfung, sind die Aufwendungen hierfür zu ersetzen (§ 675 i. V. m. § 670 BGB).

#### Beispiel
Wenn beispielsweise der Gegenstandswert bei maximal {\displaystyle 500{,}00\,\mathrm {\euro} } liegt, beträgt die Gebühr {\displaystyle 45{,}00\,\mathrm {\euro} } (§ 13 Abs. 1 RVG). Damit beträgt die Geschäftsgebühr {\displaystyle 45{,}00\,\mathrm {\euro} \cdot 0{,}3=13{,}50\,\mathrm {\euro} }, wird aber auf den Mindestbetrag von {\displaystyle 15{,}00\,\mathrm {\euro} } erhöht (§ 13 Abs. 2 RVG). Die Pauschale für Entgelte für Post- und Telekommunikationsdienstleistungen beträgt {\displaystyle 15{,}00\,\mathrm {\euro} \cdot 20\,\%=3{,}00\,\mathrm {\euro} }. Daraus ergibt sich eine Netto-Vergütung über {\displaystyle 15{,}00\,\mathrm {\euro} +3{,}00\,\mathrm {\euro} =18{,}00\,\mathrm {\euro} }. Die dem Gläubiger zusätzlich berechnete Umsatzsteuer {\displaystyle 18{,}00\,\mathrm {\euro} \cdot 19\,\%=3{,}42\,\mathrm {\euro} } macht dieser als Vorsteuer geltend.

### Mahnverfahren
Im gerichtlichen Mahnverfahren ist für Inkassounternehmen eine Vergütung bis zu maximal 25 Euro erstattungsfähig (§ 91 Abs. 1 ZPO i. V. m. § 4 Abs. 4 Satz 2 RDGEG.). Die Vergütung beinhaltet Auslagen für Post- und Telekommunikationsdienstleistungen sowie die Umsatzsteuer.
Bei Beauftragung eines Rechtsanwalts kann eine 1,0-Verfahrensgebühr geltend gemacht werden (Anlage 1 (zu § 2 Abs. 2) Teil 3 Abschnitt 3 U-Abschnitt 2 VV-Nr. 3305 § 13 RVG). Eine vorgerichtlich angefallene Geschäftsgebühr wird hierbei hälftig, jedoch höchstens mit 0,75 auf die Verfahrensgebühr angerechnet (Anlage 1 (zu § 2 Abs. 2) Teil 3 Abschnitt 3 Vorb. 3 Abs. 4 VV § 13 RVG).
Dazu werden die ausgelegten Entgelte für Post- und Telekommunikationsdienstleistungen entweder wie angefallen in voller Höhe, mit Ausnahme der Kosten für die Geltendmachung der Vergütung, ersetzt oder Pauschal mit 20 Prozent der Gebühren, maximal jedoch mit 20 Euro, abgegolten (Anlage 1 (zu § 2 Abs. 2)Teil 7 VV-Nr. 7001/7002 RVG).
Die anfallende Umsatzsteuer auf die Vergütung, insoweit nicht die Kleinunternehmerregelung genutzt wird (§ 19) Abs. UStG), in voller Höhe (Anlage 1 (zu § 2 Abs. 2)Teil 7 VV-Nr. 7008 RVG), ist nur dann zu ersetzen, wenn der Auftraggeber/Mandant nicht vorsteuerabzugsberechtigt ist (§ 249 ff. BGB).
Für die Beantragung des Vollstreckungsbescheides kann zusätzlich eine 0,5-Verfahrensgebühr (Anlage 1 (zu § 2 Abs. 2) Teil 3 Abschnitt 3 U-Abschnitt 2 VV-Nr. 3308 RVG) geltend gemacht werden. Dazu kommen, insofern diese bei pauschaler Abrechnung noch nicht erschöpft sind, weitere Auslagen und ggf. die Umsatzsteuer.
Wurden durch das Inkassounternehmen oder den Rechtsanwalt weitere Leistungen erbracht wie beispielsweise Adressermittlung oder Bonitätsprüfung, sind die Aufwendungen hierfür zu ersetzen (§ 675 i. V. m. § 670 BGB).

#### Beispiel

##### Inkassounternehmen
Beträgt die Vergütung {\displaystyle 25{,}00\,\mathrm {\euro} }, so besteht diese aus der Netto-Vergütung {\displaystyle \textstyle {\frac {25{,}00\,\mathrm {\euro} }{1+19\,\%}}=21{,}01\,\mathrm {\euro} } und der Umsatzsteuer {\displaystyle 25{,}00\,\mathrm {\euro} -21{,}01\,\mathrm {\euro} =3{,}99\,\mathrm {\euro} }. Die Umsatzsteuer macht der Gläubiger als Vorsteuer geltend.

##### Rechtsanwalt
Wenn beispielsweise der Gegenstandswert bei maximal {\displaystyle 500{,}00\,\mathrm {\euro} } liegt, beträgt die Gebühr {\displaystyle 45{,}00\,\mathrm {\euro} } (§ 13 Abs. 1 RVG). Damit beträgt die Verfahrensgebühr {\displaystyle 45{,}00\,\mathrm {\euro} \cdot 1=45{,}00\,\mathrm {\euro} }. Die vorgerichtlich angefallene 0,3-Geschäftsgebühr wird angerechnet {\displaystyle \textstyle 45{,}00\,\mathrm {\euro} \cdot {\frac {0{,}3}{2}}\cdot (-1)=-6{,}75\,\mathrm {\euro} }. Dieser Betrag ist auf die Hälfte der Mindestgebühr anzuheben {\displaystyle \textstyle \left(-{\frac {1}{2}}\right)\cdot 15{,}00\,\mathrm {\euro} =-7{,}50\,\mathrm {\euro} } (§ 13 Abs. 2 RVG). Nach Anrechnung beträgt die Verfahrensgebühr {\displaystyle 45{,}00\,\mathrm {\euro} -7{,}50\,\mathrm {\euro} =37{,}50\,\mathrm {\euro} } Die Pauschale für Entgelte für Post- und Telekommunikationsdienstleistungen beträgt {\displaystyle 37{,}50\,\mathrm {\euro} \cdot 20\,\%=7{,}50\,\mathrm {\euro} }. Daraus ergibt sich eine Netto-Vergütung über {\displaystyle 37{,}50\,\mathrm {\euro} +7{,}50\,\mathrm {\euro} =45{,}00\,\mathrm {\euro} }. Die dem Gläubiger zusätzlich berechnete Umsatzsteuer {\displaystyle 45{,}00\,\mathrm {\euro} \cdot 19\,\%=8{,}55\,\mathrm {\euro} } macht dieser als Vorsteuer geltend.
Wird zusätzlich der Vollstreckungsbescheid beantragt, beträgt die weitere Verfahrensgebühr {\displaystyle 45{,}00\,\mathrm {\euro} \cdot 0{,}5=22{,}50\,\mathrm {\euro} }. Die weitere Pauschale beträgt in diesem Fall {\displaystyle 22{,}50\,\mathrm {\euro} \cdot 20\,\%=4{,}50\,\mathrm {\euro} }. Daraus ergibt sich eine Netto-Vergütung über weitere {\displaystyle 22{,}50\,\mathrm {\euro} +4{,}50\,\mathrm {\euro} =27{,}00\,\mathrm {\euro} }. Die dem Gläubiger zusätzlich berechnete Umsatzsteuer {\displaystyle 27{,}00\,\mathrm {\euro} \cdot 19\,\%=5{,}13\,\mathrm {\euro} } macht dieser als Vorsteuer geltend.
Die Vergütung beträgt somit insgesamt {\displaystyle 45{,}00\,\mathrm {\euro} +27{,}00\,\mathrm {\euro} =72{,}00\,\mathrm {\euro} } zzgl. Umsatzsteuer.

## Nachweis der Vertretungsbefugnis
Das Inkassobüro ist Vertreter des Auftraggebers/Gläubigers (§ 164 ff. BGB): Bestehen Zweifel an der Vertretungsbefugnis, so hat das Inkassounternehmen die Bevollmächtigung auf Verlangen im Original vorzulegen. Eine Verpflichtung zur ungefragten Vorlage einer Vollmacht besteht aber nicht. Der oftmals zitierte § 410 BGB hat hiermit nichts zu tun. Er betrifft lediglich den Fall, dass eine Forderung an ein Unternehmen abgetreten worden ist, was nicht per se bei Inkassounternehmen der Fall ist. Nur im (Ausnahme-)Falle einer tatsächlichen Abtretung kann unter Hinweis auf § 410 BGB die Vorlage der Abtretungsurkunde verlangt werden. Den Erfordernissen des § 410 BGB genügt jedoch grundsätzlich auch eine Kopie.

## Datenschutz
Der Datenschutz betrifft das Bankgeheimnis und die Schweigepflicht.

### Bankgeheimnis
Rechtlich umstritten war die Problematik des Datenschutzes bzw. des Bankgeheimnisses. Erwirbt das Inkassounternehmen eine Forderung, so benötigt es zur Beurteilung der Werthaltigkeit die Bonitätsunterlagen des Schuldners. Diese unterliegen dem Bankgeheimnis. Aus diesem Sachverhalt wurde in unteren Instanzen (so zum Beispiel vom Landgericht Ravensburg) sowie Teilen der Literatur argumentiert, ein Forderungsverkauf sei unzulässig.
Der Bundesgerichtshof hat im Februar 2007 entschieden, dass das vertragliche Bankgeheimnis der Wirksamkeit einer Abtretung von Kreditforderungen nicht entgegensteht. Zwar kann das Bankgeheimnis verletzt sein. Hieraus resultiert jedoch nicht die Unwirksamkeit der Abtretung, sondern nur ein Schadensersatzanspruch. Da jedoch dem Schuldner durch die Abtretung im Regelfall kein Schaden entsteht, läuft dieser ins Leere.
Die zwischen 1. September 2009 und 11. Juni 2010 in Kraft getretenen so genannten Novellen I bis III des Bundesdatenschutzgesetzes regeln u. a. die Übermittlung von Daten zahlungsgestörter Forderungen erstmals explizit. Sie enthalten u. a. Rechtsgrundlagen für die Übermittlungsmöglichkeiten an Auskunfteien. Erweitert wurden die Auskunftsrechte des Betroffenen wie auch die Sanktionen bei Verstößen gegen die Datenschutzbestimmungen.

### Schweigepflicht
Berufsgruppen, die einer Verschwiegenheitspflicht (§ 203 StGB) unterliegen, können Inkassounternehmen nur beauftragen, wenn entweder der Schuldner der Informationsweitergabe explizit zugestimmt hat oder wenn ein rechtfertigender Notstand (§ 34 StGB) vorliegt.

#### Einwilligung
Die Einwilligung zur Informationsweitergabe stellt eine Ausnahme von der Schweigepflicht-Regelung dar. Derjenige, der die Informationen weitergeben will, muss stets die Initiative ergreifen und sich eine ausdrückliche Zustimmung einholen (NJW 1991, 2955).

##### Mutmaßliche Einwilligung
Von einer mutmaßlichen Einwilligung anstelle der eingeholten Einwilligung kann nur ausgegangen werden, wenn das Geheimhaltungsinteresse des Schuldners fehlt. Dies muss in jedem Einzelfall sorgfältig geprüft werden.
Informierende Aushänge sind insoweit nicht ausreichend. Ein Widerspruch des Schuldners ist nicht erforderlich, es muss stets eine Einwilligung eingeholt werden.

#### Rechtfertigender Notstand
Das durch § 203 StGB geschützte Rechtsgut ist Notstandsfähig (BGHZ 115, 123). § 34 StGB kann soweit verstanden werden, dass eine Rechtfertigung hinsichtlich der Weitergabe von Informationen zum Zwecke der Forderungsdurchsetzung gegeben ist.
Zahlt der Schuldner nicht, kann darin eine gegenwärtige Gefahr für das Vermögensinteresse des zur Verschwiegenheit verpflichteten gesehen werden. Die Informationsweitergabe ist notwendig, wenn kein milderes, gleich gut geeignetes Mittel zur Verfügung steht. Rechtswidrigkeit liegt vor, wenn die Forderung durchsetzbar und fällig ist (§ 34 Satz 1 1. Halbsatz StGB). Der Notstand setzt außerdem voraus, dass das geschützte Interesse (Offenbarungsinteresse durch Weitergabe der Informationen) das beeinträchtigte (Geheimhaltungsinteresse) wesentlich überwiegt. Die notwendige Güterabwägung (§ 34 Satz 1 2. Halbsatz StGB) erlaubt die Berücksichtigung, dass der Schuldner durch sein Verhalten die Informationsweitergabe mit veranlasst hat (§ 228 BGB). Die Beauftragung eines Inkassounternehmens (oder die Mandatierung eines Rechtsanwalts) kann als geeignetes Mittel gesehen werden (§ 34 Satz 2 StGB).

##### Mildere, gleich gut geeignete Mittel
Die Beitreibung einer Forderung durch den zur Verschwiegenheit Verpflichteten selbst, stellt ein zur Beauftragung eines Inkassounternehmens gleich gut geeignetes Mittel dar. Da keine Informationsweitergabe notwendig ist, ist sie das mildere Mittel. Die Beauftragung des Inkassounternehmens ist erst nach Scheitern dieser Maßnahme möglich.

#### Voraussetzungen
Damit eine Beauftragung eines Inkassounternehmens auf Grundlage eines rechtfertigenden Notstandes möglich ist (NJOZ 2015, 1593 (1594 f.), muss der zur Verschwiegenheit Verpflichtete,
1. eine Rechnung erstellen und den Schuldner selbst mahnen.
2. Den Schuldner in der Mahnung hinweisen, dass er bei weiterer Nichtzahlung die Informationen an ein Inkassounternehmen (oder einen Rechtsanwalt) weitergibt sowie in welchem Umfang dieses tätig wird.[152]
3. Nur und ausschließlich die Informationen (Name, Adresse, Datum der Leistungserbringung, konkrete Leistung) weitergeben, die zur Beurteilung, ob die Forderung der Höhe nach berechtigt sowie zur Durchsetzung des Anspruchs zwingend notwendig sind.

#### Zulässiger Rahmen
Zulässig ist hierbei nur die Beauftragung zur Einziehung der fremde Forderung in fremden Namen oder die Ermächtigung zur Einziehung der fremden Forderung in eigenem Namen.
Eine Abtretung – auch wenn nur auf den Zweck der Einziehung begrenzt – ist immer unzulässig, da sie aufgrund des Herausgabeanspruchs hinsichtlich der Beweise (§ 402 BGB) das Geheimhaltungsinteresse des Schuldners noch stärker beeinträchtigen.

### Datenübermittlung an Auskunfteien

#### Voraussetzungen
Bei der Übermittlung von personenbezogenen Daten durch ein Inkassounternehmen an eine Auskunftei (bspw. Schufa) liegt stets eine Datenverarbeitung vor (§ 3 Abs. 4 Nr. 3 BDSG). Datenverarbeitungen sind, wenn der Betroffene, dessen Daten an eine Auskunftei übermittelt werden sollen, dieser Verarbeitung nicht zustimmt hat, nur dann zulässig, wenn das Inkassounternehmen zur Übermittlung berechtigt ist (§ 4 Abs. 1 BDSG). Hierbei ist das Gebot der Datenvermeidung und Datensparsamkeit einzuhalten (§ 3a BDSG), wobei die übermittelten Daten klar und wahr sein müssen.

#### Rechtfertigungsgründe
Die Berechtigung zur Datenübermittlung, ohne Zustimmung des Betroffenen, ist zulässig (§ 28a Abs. 1 Satz 1 BDSG), wenn in Summe
1. die Schuld fällig ist,
2. der Betroffene nicht leistet,
3. die Übermittlung zur Wahrung berechtigter Interessen erforderlich ist und
4. zusätzlich

- die Forderung tituliert ist (§ 28a Abs. 1 Satz 1 Nr. 1 BDSG) oder
- es sich um eine im Rahmen eines Insolvenzverfahrens festgestellte Forderung handelt, gegen die kein Widerspruch des Betroffenen eingetragen ist (§ 28a Abs. 1 Satz 1 Nr. 2 BDSG) oder
- die Forderung durch den Betroffenen anerkannt wurde (§ 28a Abs. 1 Satz 1 Nr. 3 BDSG) oder
- im Falle einer nicht titulierten und nicht bestrittenen Forderung dem Betroffenen, nach Eintritt der Fälligkeit, mindestens zwei schriftliche Mahnungen übermittelt worden sind. Hierbei ist vor der Datenübermittlung eine Frist von vier Wochen, gerechnet von der ersten Mahnung an, einzuhalten. Der Betroffene muss rechtzeitig über die beabsichtigte Übermittlung informiert werden, wobei dies frühestens mit der ersten Mahnung geschehen kann (§ 28a Abs. 1 Satz 1 Nr. 4 BDSG) oder
- aufgrund von Zahlungsrückständen ein Vertrag fristlos gekündigt werden kann und der Betroffene über die beabsichtigte Übermittlung zuvor informiert wird (§ 28a Abs. 1 Satz 1 Nr. 5 BDSG).

#### Berechtigtes Interesse
Damit die Erhebung und Verwendung von personenbezogenen Daten im überwiegenden allgemeinen Interesse liegt und das Prinzip der Verhältnismäßigkeit gewahrt bleibt, muss eine ausreichende Gewähr hinsichtlich der Richtigkeit der Daten gegeben sein. An der Übermittlung unrichtiger Daten besteht kein berechtigtes Interesse (im Sinne von § 28a Abs. 1 Satz 1 BDSG). Bei der Auslegung, ob eine Datenübermittlung im Einzelfall zulässig ist, ist zu berücksichtigen, dass das Bundesdatenschutzgesetz den Betroffenen vor Beeinträchtigungen in seinem allgemeinen Persönlichkeitsrecht schützen soll (§ 1 Abs. 1 BDSG).

#### Darlegungs- und Beweislast
Die Darlegungs- und Beweislast, ob eine Übermittlung zulässig ist, liegt bei der Stelle, die die Übermittlung vornimmt.
Um Daten einer fremden Forderung rechtmäßig zu übermitteln, muss das Inkassounternehmen nachweisen, dass es durch den Gläubiger einerseits mit dem Forderungseinzug beauftragt und andererseits zur Datenübermittlung ermächtigt ist, wobei die Beauftragung die Voraussetzung des § 11 BDSG erfüllen muss. Bei der Datenübermittlung muss Sorge getragen werden, dass die Daten der Wahrheit entsprechen und klar hervorgeht, wer der Melder und wer der Forderungsinhaber ist.
Wenn nach einem Forderungskauf das Inkassounternehmen neuer Inhaber der Forderung wird, ist eine Datenübermittlung zulässig, wenn nachgewiesen wird, dass die ehemals fremde Forderung im eigenen Namen geltend gemacht wird. Hierbei ist zu beachten, dass titulierte Forderungen, damit eine rechtmäßige Datenübermittlung erfolgen kann, zunächst auf das Inkassounternehmen umgeschrieben werden müssen, da der Eintrag ansonsten inhaltlich falsch erfolgen würde.